# Magda B. Arnold
Magda Barta-Blondau Arnold (* 22. Dezember 1903 in Mährisch Trübau, Österreich-Ungarn; 5. Oktober 2002 in Tucson, Arizona) war eine tschechisch-US-amerikanische Psychologin mit einer spezifischen Theorie der Emotionen, bekannt als Einschätzungstheorie (appraisal theory). Sie bereitete den theoretischen Übergang zur Zwei-Faktoren-Theorie der Emotion und zum Kognitivismus vor, der die rein körperliche Gefühlstheorie (z. B. James-Lange) und die behavioristische Theorie (z. B. Cannon-Bard) überwand.

## Leben und Werk
Sie begann ohne Abitur ihre psychologischen Studien in Prag, wo sie den Slawisten Robert Arnold heiratete, mit dem sie drei Kinder hatte. Bei der Heirat konvertierte die Katholikin zum Protestantismus. 1928 zog die Familie nach Kanada um. 1939 wurden sie geschieden, weil der Mann ihre Studien nicht unterstützte. Sie studierte in Toronto nun als ordentliche Studentin Psychologie ab 1935 bis zur Promotion 1942 und lehrte an der Universität Toronto (1942–1946), arbeitete dann für das Canadian Veteran Affairs Department. 1948 trat sie unter Anleitung von Jesuitenpater John A. Gasson wieder in die katholische Kirche ein.
In den USA lehrte sie an renommierten Frauencolleges, dem Wellesley College (1947–1948), Bryn Mawr College (1948–1950), dem katholischen Barat College (1950–1952), dann an der katholischen Loyola University (als Direktorin des Verhaltenslaboratoriums und Beauftragte für Osteuropa 1952–1972) und am jesuitischen Spring Hill College in Alabama (ab 1972). Ihre Karriere endete an der University of South Alabama Medical School 1975. Im Ruhestand schrieb sie das Werk Memory and the brain. Eine Fulbright Fellowship führte sie 1962–1963 in die BRD.
Arnold definiert Emotion als gefühlte Tendenz in zwei Prozessphasen: (1) Eine Person nimmt eine Emotion wahr, indem sie die externen Stimuli empfängt, sich an die Emotion erinnert und sie sich vorstellt. (2) Danach wird die Emotion bewertet (appraised), indem anerkannt wird, dass die externen Stimuli einen selbst erreicht haben. Arnold charakterisierte Emotionen als „Aktionstendenzen“. Emotionen und Handlungen sind verknüpft durch die Motivation. Richard Lazarus hat diese Theorie weiterentwickelt. Arnold ist auch bekannt für ihre Untersuchungen über das Gedächtnis und entwickelte für die Untersuchungen an den Veteranen auf der Grundlage von Henry A. Murray eine Variante des T.A.T. (Thematischer Auffassungstest). Damit wurden die Veteranen psychisch eingeschätzt.
Gemeinsam mit dem Jesuiten John A. Gasson formulierte Arnold 1954 eine Theorie der Persönlichkeit, die in der christlichen Anthropologie fundiert war, besonders bei Thomas von Aquin. Damit stand sie gegen die Psychoanalyse Freuds und die Individualpsychologie Alfred Adlers, aber auch gegen den vorherrschenden Behaviorismus. Ihre Konversion zurück zum katholischen Glauben 1948 behinderte ihre Karriere in der US-amerikanischen Psychologie, zusätzlich zu ihrer Zurücksetzung als Frau.

## Schriften
- 1942: Emotional factors in experimental neuroses. Toronto (Diss.)
- 1954: mit John A. Gasson (Hg.): The human person: An approach to an integral theory of personality. New York: The Ronald Press
- 1960: Emotion and personality. Vol. I: Psychological aspects; v. II: Neurological and physiological aspects. New York: Columbia University Press
- 1962: Story Sequence Analysis: A new method of measuring motivation and predicting achievement. New York: Columbia University Press
- 1984: Memory and the brain. Hillsdale, NJ: Lawrence Erlbaum, ISBN 978-0898592900

## Belege
1. ↑  https://www.apadivisions.org/division-35/about/heritage/magda-arnold-biography
2. ↑  (PDF) "Very much in love": The letters of Magda Arnold and Father John Gasson. Abgerufen am 27. August 2021 (englisch).
3. ↑  Feminist Voices - Magda Arnold. Abgerufen am 27. August 2021 (englisch).
4. ↑  Biography of Magda B. Arnold. Abgerufen am 27. August 2021 (englisch).
5. ↑  Elissa Nicole Rodkey: Magda Arnold and the Human Person: A Mid-Century Case Study on the Relationship Between Psychology and Religion. 23. Juli 2015 (yorku.ca [abgerufen am 27. August 2021]).

| Personendaten    | Personendaten                      |
| ---------------- | ---------------------------------- |
| NAME             | Arnold, Magda B.                   |
| ALTERNATIVNAMEN  | Barta-Blondau, Magda (Geburtsname) |
| KURZBESCHREIBUNG | tschechisch-kanadische Psychologin |
| GEBURTSDATUM     | 22. Dezember 1903                  |
| GEBURTSORT       | Mährisch Trübau                    |
| STERBEDATUM      | 5. Oktober 2002                    |
| STERBEORT        | Tucson                             |